# Ivan Vasilievici
Ivan Vasilievici (Иван Васильевич) este o piesă de teatru de Mihail Bulgakov scrisă în perioada 1934-1936. A fost publicată prima oară postum în 1965.

## Personaje
- Ivan cel Groaznic
- Bunsa Koretki
- Miloslavski Jorj
- Timofteev
- Uliana Andreevna
- Zinaida Mihailovna
- Diacul
- Spak Anton Semionovici
- Iakin
- Țarina
- Fagot
- Behemoth
- Patriarhul
- Tareviciul
- Woland
- Opricinici
- Suita Țarinei
- Dublura lui Ivan
- Trimisul Suedez 1
- Trimisul Suedez 2

## Ecranizări
- Țarul Ivan își schimbă profesia (1973) - comedie sovietică, în care inginerul Nikolai Timofeev este înlocuit cu Șurik.
- Țarul Ivan schimbă totul (2023) - parodie a filmului din 1973

## Vezi și
- Listă de piese de teatru rusești